# Вила-Кова-де-Перринью
Вила-Кова-де-Перринью (порт. Vila Cova de Perrinho) — населённый пункт и район в Португалии, входит в округ Авейру. Является составной частью муниципалитета Вале-де-Камбра. Находится в составе крупной городской агломерации Большое Авейру. По старому административному делению входил в провинцию Бейра-Литорал. Входит в экономико-статистический субрегион Энтре-Доуру-и-Воуга, который входит в Северный регион. Население составляет 459 человек. Занимает площадь 5,11 км².